# شهرستان هاوارد (تگزاس)
شهرستان هوارد، تگزاس (به انگلیسی: Howard County, Texas) یک سکونتگاه مسکونی در ایالات متحده آمریکا است که در تگزاس واقع شده‌است.

## خصوصیات
شهرستان هوارد ۲٬۳۴۱٫۳۶ کیلومترمربع مساحت دارد.